# Фридрих VII фон Флекенщайн
Фридрих VII (IX) фон Флекенщайн 'Стари" (на немски: Friedrich VII (IX) von Fleckenstein; * пр. 1519; † между 3 април 1549 и 19 юни 1555) е благородник от фамилията Флекенщайн от Елзас и фрайхер на Флекенщайн, фогт на Гермерсхайм в Рейнланд-Пфалц.

## Произход
Той е син на Николаус фон Флекенщайн († 1519), господар на Нидерброн, Рьодерн, Лембах-Матщал, и съпругата му Маргарета Грайфенклау фон Фолрадс († 1514), дъщеря на Фридрих Грайфенклау фон Фолрадс († 1480), господар на Епелборн, и Катарина фон Елтер († 1488/1497). Внук е на Якоб I фон Флекенщайн († 1471/1472) и Маргарета фон Ратзамхаузен († сл. 1478).
Фридрих е издигнат на фрайхер на Флекенщайн.

## Фамилия
Първи брак: през 1522 г. с Марта фон Трота (* ок. 1500; † пр. 1537), дъщеря на Кристоф фон Трота, господар на Бервартщайн († 1545) и Маргарета Щурм Опенвайлер (* ок. 1473), или първо за Марта фон Драт. Те имат четири деца:
- Йохан фон Флекенщайн (* пр. 1551; † 29 септември 1578), фрайхер на Флекенщайн, женен за Анна Кемерер фон Вормс-Далберг († 28 януари 1593), дъщеря на Фридрих Кемерер фон Вормс-Далберг († 1574) и Анна фон Флекенщайн († 1564), дъщерята на Лудвиг фон Флекенщайн († 1541) и Урсула фон Ингелхайм († 1538)
- Дитрих, приор на Зелц
- Маргарета, омъжена за Якоб фон Ратзамхаузен
- Амалия фон Флекенщайн (* ок. 1526; † 1594), омъжена 1549 г. за Марсилиус фон Ингелхайм († 21 септември 1583), син на Йохан фон Ингелхайм († 1543) и Елизабет фон Райфенберг († сл.1523)

Втори брак: през 1537 г. с Катарина фон Кронберг († 26 март 1563), вдовица на Каспар фон Кронберг († 8 септември 1520) и Филип Кемерер фон Вормс-Далберг († 13 януари 1533), дъщеря на Филип фон Кронберг († 1510) и Катарина фон Бар († 1525). Бракът е бездетен.

## Галерия
- Замък Флекенщайн
- Останки от замък Флекенщайн
- Дворец в Гермерсхайм (1645)